# Andradina (miasto)
Andradina – miasto i gmina w Brazylii, w stanie São Paulo. Znajduje się w mezoregionie Araçatuba i mikroregionie Andradina.

## Osoby związane
- Edi Andradina – piłkarz
- Ricardo Prado – pływak, olimpijczyk[3]